# Przekształtnik napięcia
Przekształtnik napięcia – urządzenie mające na celu przekształcenie charakterystyk napięciowo-prądowych wedle zapotrzebowania odbiornika. Najczęściej składa się z prostownika, generatora i układu wykonawczego.
Napięcie wejściowe jest prostowane w mostku diodowym, wygładzane baterią kondensatorów, a następnie jest modulowane przez układ wykonawczy (sterowany generatorem) i podawane na wyjście. Charakter wyjściowego napięcia zależy od zadawanego przez generator sygnału i może występować jako stałe,  pulsujące i różnego rodzaju napięcia zmienne. Jednym z przykładów przekształtnika napięcia AC/DC może być zasilacz impulsowy. 